# 박신일
박신일(?~)은 조선민주주의인민공화국의 탁구 선수로, 1967년 세계 탁구 선수권 대회 남자 단체전에서 은메달을 획득했다.